# Brand new (Murda)
Brand new is een lied van de Turks-Nederlandse rapper Murda in samenwerking met de Nederlandse hiphopartiesten Jonna Fraser en Jandino Asporaat. Het werd in 2017 als single uitgebracht.

## Achtergrond
Brand new is geschreven door Gianni Marino, Jonathan Jeffrey Grando en Önder Dogan en geproduceerd door Gianni Marino. Het is een nummer uit het genre nederhop. In het lied rappen en zingen de artiesten over een aantrekkelijk meisje en hoe zij zich voelen als ze met haar zijn. De single werd op de verjaardag van Murda uitgebracht.
Het is de eerste keer dat de artiesten met elkaar samenwerking. Murda en Jonna Fraser herhaalden de samenwerking op Dom Pérignon.

## Hitnoteringen
De artiesten hadden succes met het lied in de hitlijsten van Nederland. Het piekte op de 24e plaats van de Nederlandse Single Top 100 en stond negen weken in deze hitlijst. De Nederlandse Top 40 werd niet bereikt; het kwam hier tot de tweede plaats van de Tipparade.